# Limbe sphénoïdal
Le limbe sphénoïdal est une crête osseuse transversale légèrement concave en avant du corps du sphénoïde qui sépare le jugum sphénoïdal du sillon préchiasmatique en arrière.